# Phyllonorycter elmaella
Phyllonorycter elmaella är en fjärilsart som beskrevs av Miktat Doganlar och Akira Mutuura 1980. Phyllonorycter elmaella ingår i släktet guldmalar, och familjen styltmalar. Inga underarter finns listade i Catalogue of Life.